# Histoire de la Sarthe
L'histoire de la Sarthe recouvre l'ensemble des évènements, anciens ou plus récents, liés à ce département français. Jusqu'à sa création pendant la Révolution française en 1790, son histoire se confond avec celle de la province du Maine.

## Avant la création du département

### Origines préhistoriques
Les premières occupations humaines semblent avoir eu lieu dans la région de Sablé-sur-Sarthe, autour de 400 000 années av. J.-C., comme en témoignent les découvertes de bifaces de cette époque dans les vallées de la Sarthe, de la Vègre et de l'Huisne. Ces artefacts appartiennent aux industries de l'Abbevillien et de l'Acheuléen. L'Europe d'alors est soumise à des glaciations répétées qui forcent les populations à quitter les plateaux pour trouver refuge dans les versants. Les grottes que compte la région forment autant d'abris naturels qui permettent aux populations de se réfugier contre le froid. Les cavités de la vallée de la Vègre, comme la grotte de Pissegrêle, ont révélé de nombreux objets du Moustérien, tandis que les grottes de Saulges, situées en Mayenne, à quelques kilomètres de la limite départementale, se signalent par de nombreux bifaces, pointes, lames, racloirs et grattoirs représentatifs de trois industries successives (Aurignacien, Solutréen et Magdalénien), de même que des peintures pariétales.
Après le retrait de la calotte glaciaire, les populations s'installent à nouveau sur les plateaux où elles finissent par se sédentariser pour y pratiquer l'agriculture. Les vestiges d'une habitation munie d'enclos, découverts à Saint-Mars-la-Brière et remontant au Ve millénaire av. J.-C., sont le premier témoin du Néolithique dans le département. De nombreuses tombes mégalithiques sont recensées : les plus anciennes prennent la forme d'un tumulus rond, dissimulant un dolmen à couloir comprenant un couloir d'accès et une chambre funéraire, tandis que les plus récentes sont des allées couvertes : la Sarthe en compte plus d'une quinzaine, mais peu ont subsisté. Au sud du département, la vallée du Loir possède une forte concentration de mégalithes,, ainsi que plusieurs enceintes protohistoriques. Le dolmen d'Amenon, fouillé dans les années 1970 à Saint-Germain-d'Arcé, a été utilisé comme lieu de sépulture à la fin du quatrième millénaire av. J.-C..

### Antiquité
Le territoire de la Sarthe est colonisé vers 480 av. J.-C. par le peuple gaulois des Aulerques Cénomans, et le site du Mans, occupé entre le VIIIe siècle av. J.-C. et le Ve siècle av. J.-C., est connu comme sa capitale dès Ptolémée (Géographie, II, 8). La cité (Ouindinon, soit la « colline blanche ») se développe rapidement et profite de sa situation sur les routes reliant Chartres à Angers, Tours à Vieux et au départ de celle desservant Rennes et la capitale des Diablintes, probablement l'oppidum de Moulay près de Mayenne.
D'autres agglomérations antiques figurent sur le territoire du département. En aval du Mans, Allonnes possède un important sanctuaire dédié à Mars Mullo, tandis que les cités de Vaas, Cherré, de Duneau et d'Oisseau-le-Petit se développement également.